# Bezeklik

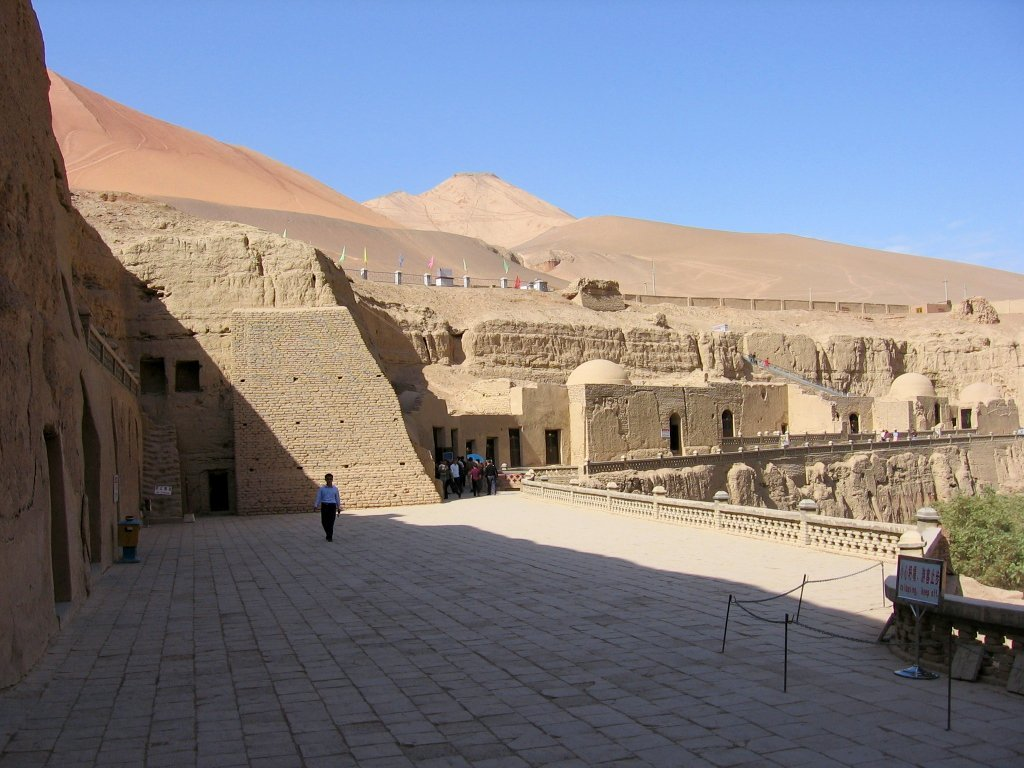
Widok na groty Bezeklik

Bezeklik (chiń. 柏孜克里千佛洞; pinyin Bózīkèlǐ qiānfódòng) – wąwóz znajdujący się w regionie autonomicznym Xinjiang w Chinach, około 50 kilometrów od Turfanu, słynny z kompleksu skalnych świątyń buddyjskich, bogato zdobionych malowidłami ściennymi.
Składający się z 83 grot kompleks w Bezeklik stanowi jedno z najważniejszych świadectw wieloetnicznej kultury, rozwijającej się w ciągu wieków wzdłuż jedwabnego szlaku. Świątynie wykuto na obszarze gór Huoyan Shan, w skalnej ścianie na zachodnim brzegu rzeki Murtuk. Współcześnie jedynie w około 40 jaskiniach znajdują się freski, lepiej zachowane spośród nich zostały bowiem na początku XX wieku przeniesione przez archeologa Alberta von Le Coqa do Museum für Indische Kunst w Berlinie.
Pierwsze freski w grotach powstały już w V wieku, do dziś zachowało się z tego okresu jednak tylko jedno malowidło na kasetonowym suficie, umieszczone w grocie nr 18. Malowidła z czasów dynastii Tang, gdy cały region znajdował się jako prefektura Xizhou pod kontrolą Chin, naśladują stylem dzieła z jaskiń Mogao. Najwięcej zabytków pochodzi z IX-XI wieku, kiedy to ujgurski dom panujący w Gaochangu nawrócił się z manicheizmu na buddyzm.

## Galeria

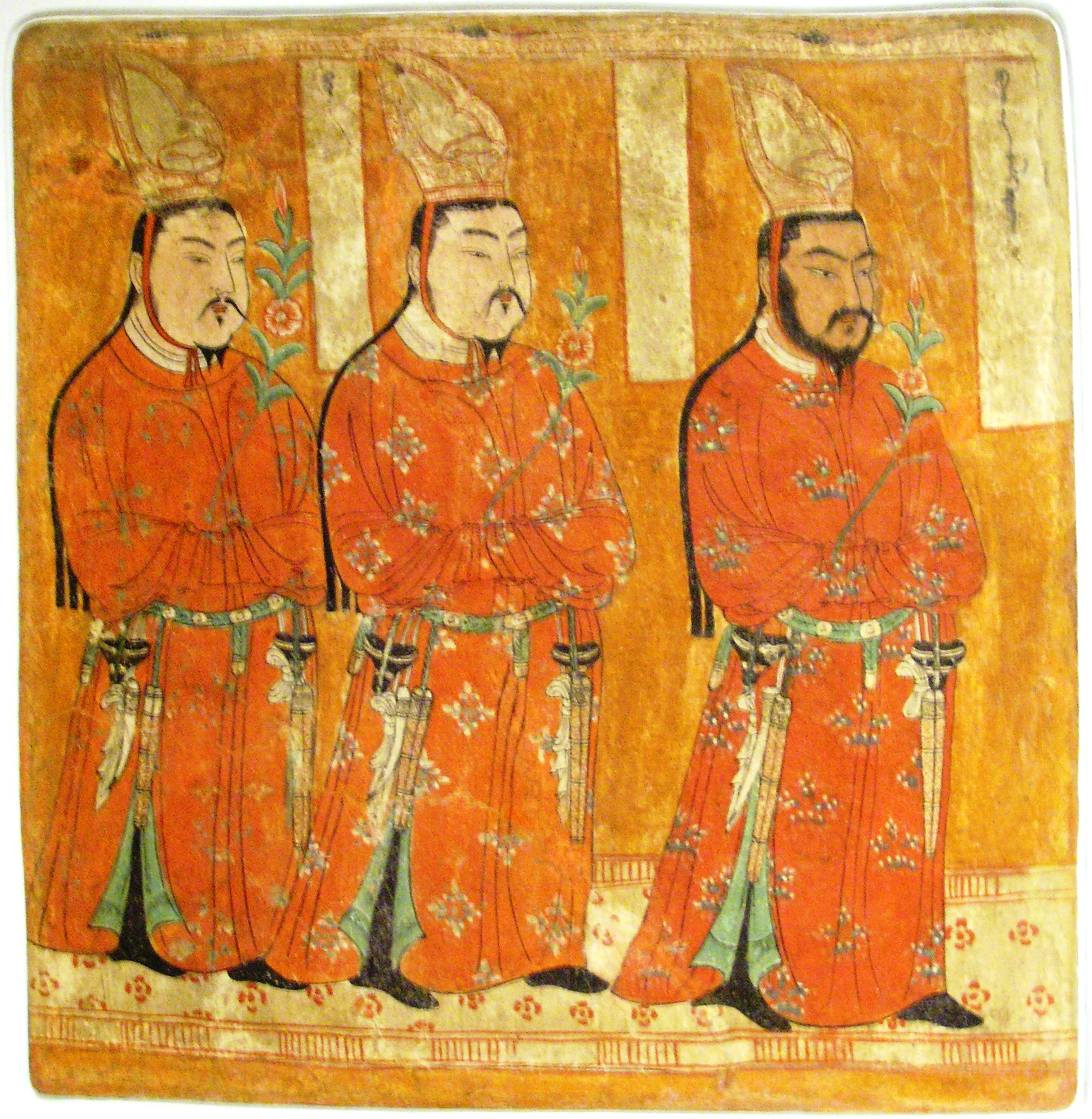
Portrety ujgurskich książąt, IX wiek, grota nr 20 (ob. w Museum für Indische Kunst w Berlinie)
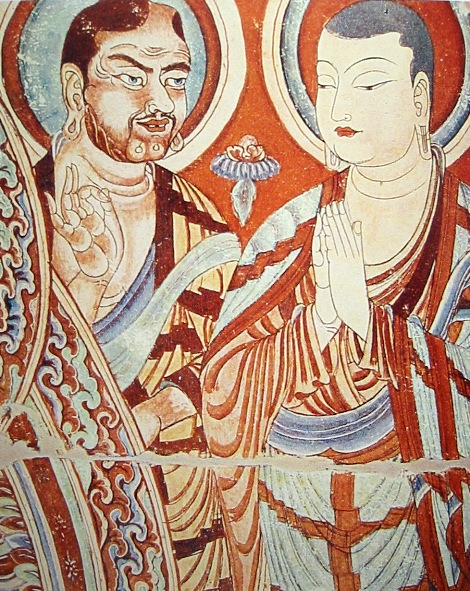
Portrety mnichów, IX wiek, grota nr 9
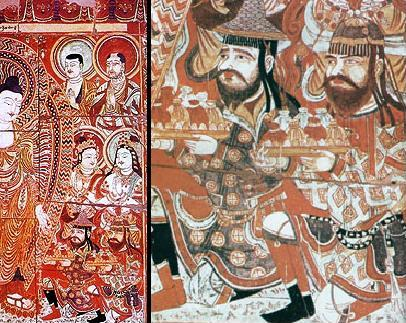
Wizerunki kupców z Sogdiany, IX wiek, grota nr 9
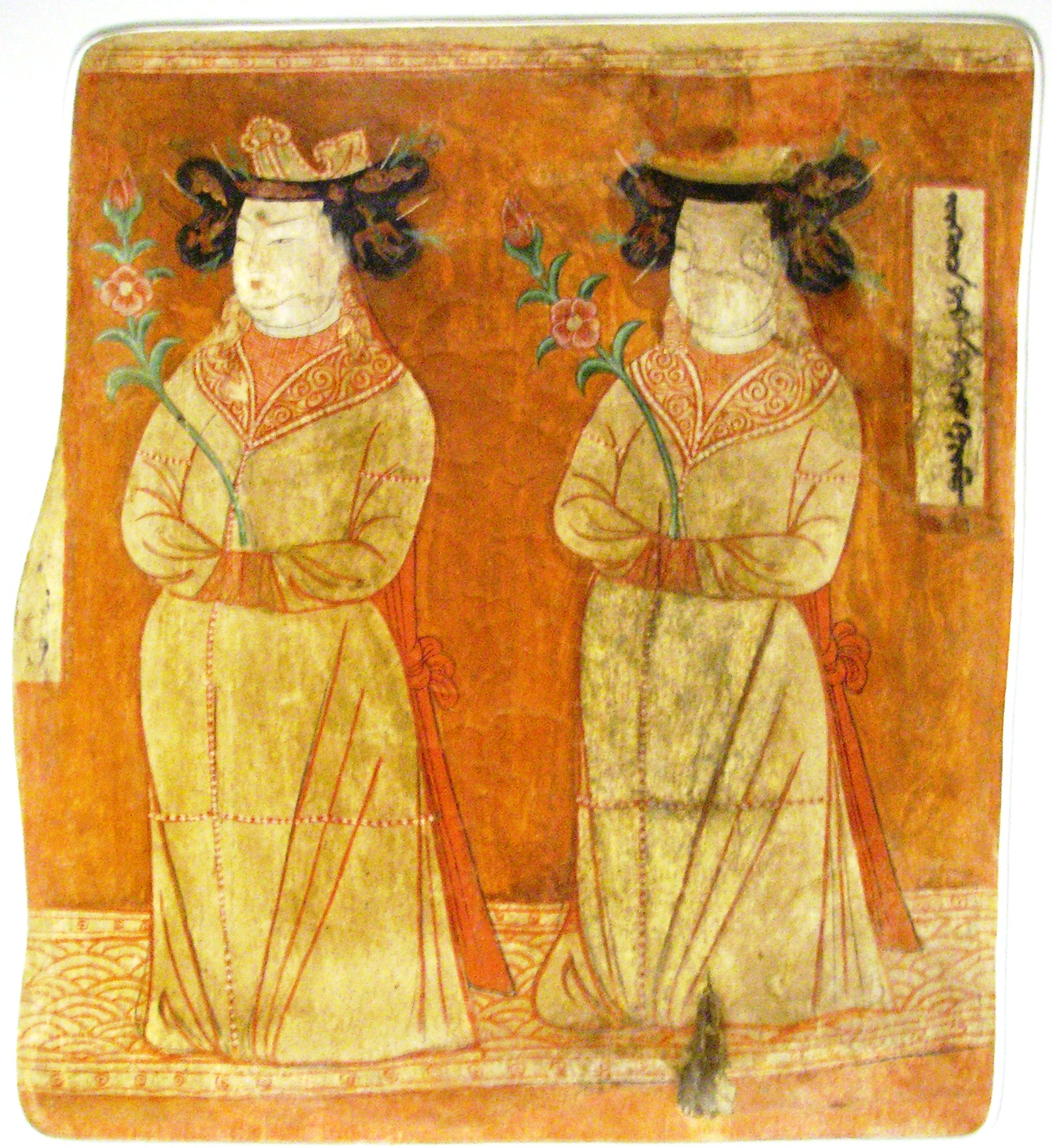
Ujgurskie księżniczki, IX wiek, grota nr 9 (ob. w Museum für Indische Kunst w Berlinie)
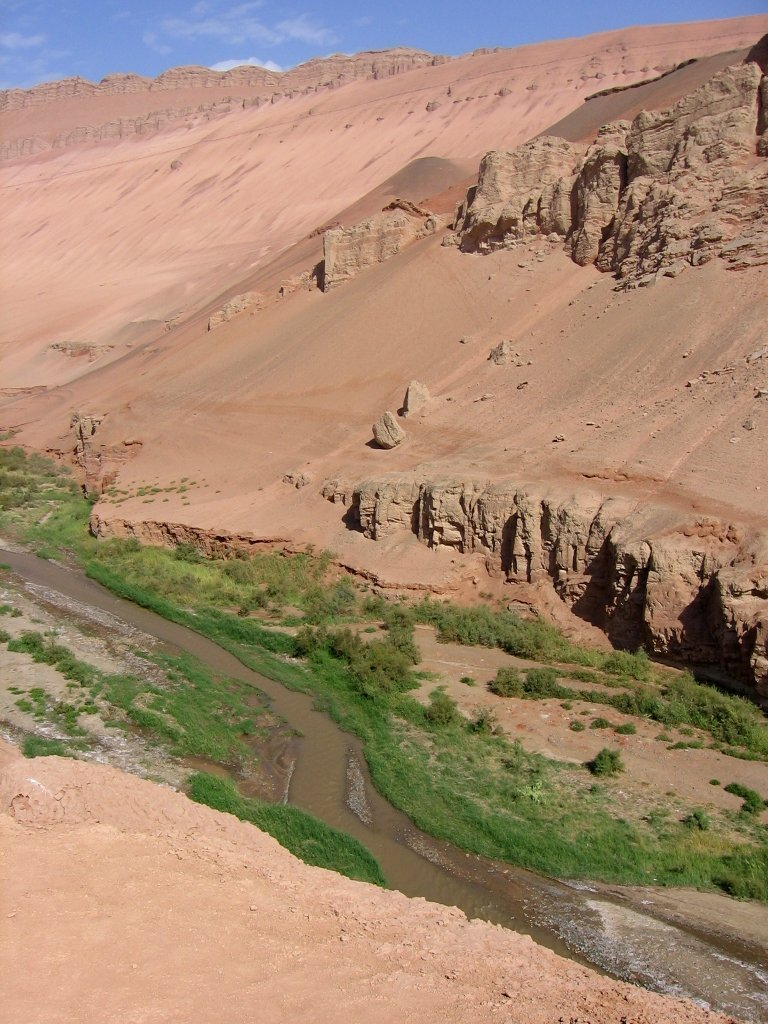
Widok na Bezeklik od strony rzeki